# ماتیاس بو
ماتیاس بو (دانمارکی: Mathias Boe؛ زادهٔ ۱۱ ژوئیهٔ ۱۹۸۰) بدمینتون‌باز اهل دانمارک است.